# Heterorta diacaustus
Heterorta diacaustus är en fjärilsart som beskrevs av Turner 1902. Heterorta diacaustus ingår i släktet Heterorta och familjen nattflyn. Inga underarter finns listade i Catalogue of Life.